# Serjania striata
Serjania striata är en kinesträdsväxtart som beskrevs av Ludwig Radlkofer. Serjania striata ingår i släktet Serjania och familjen kinesträdsväxter. Inga underarter finns listade i Catalogue of Life.